# Grüne Strauchschrecke

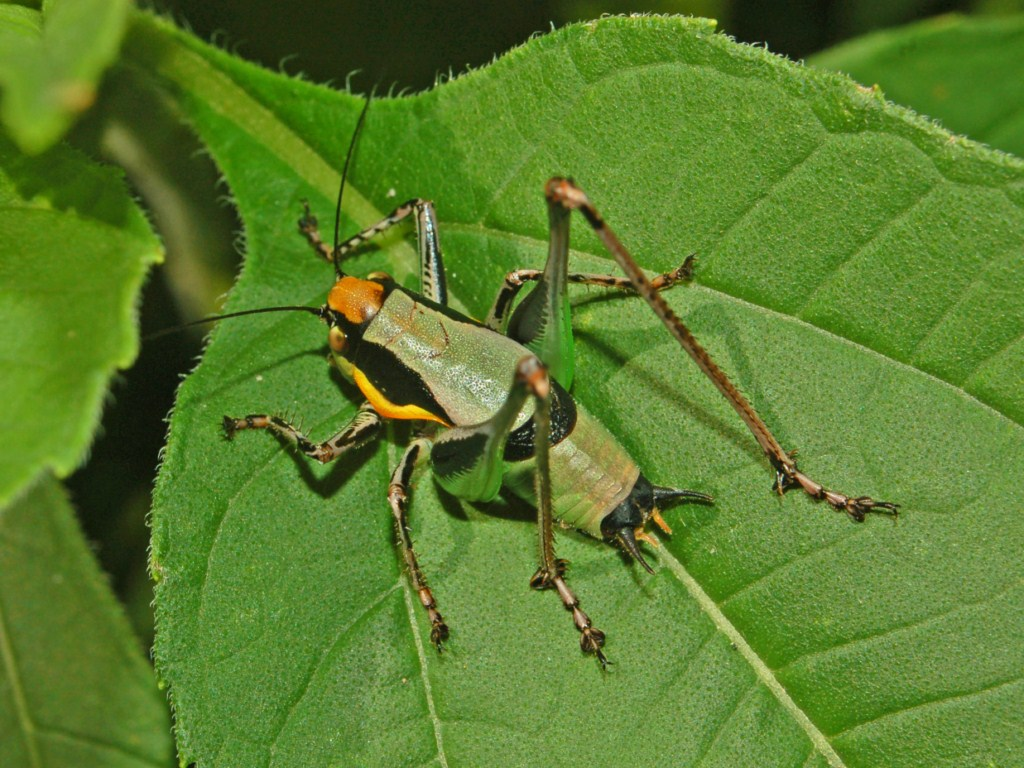
Männchen

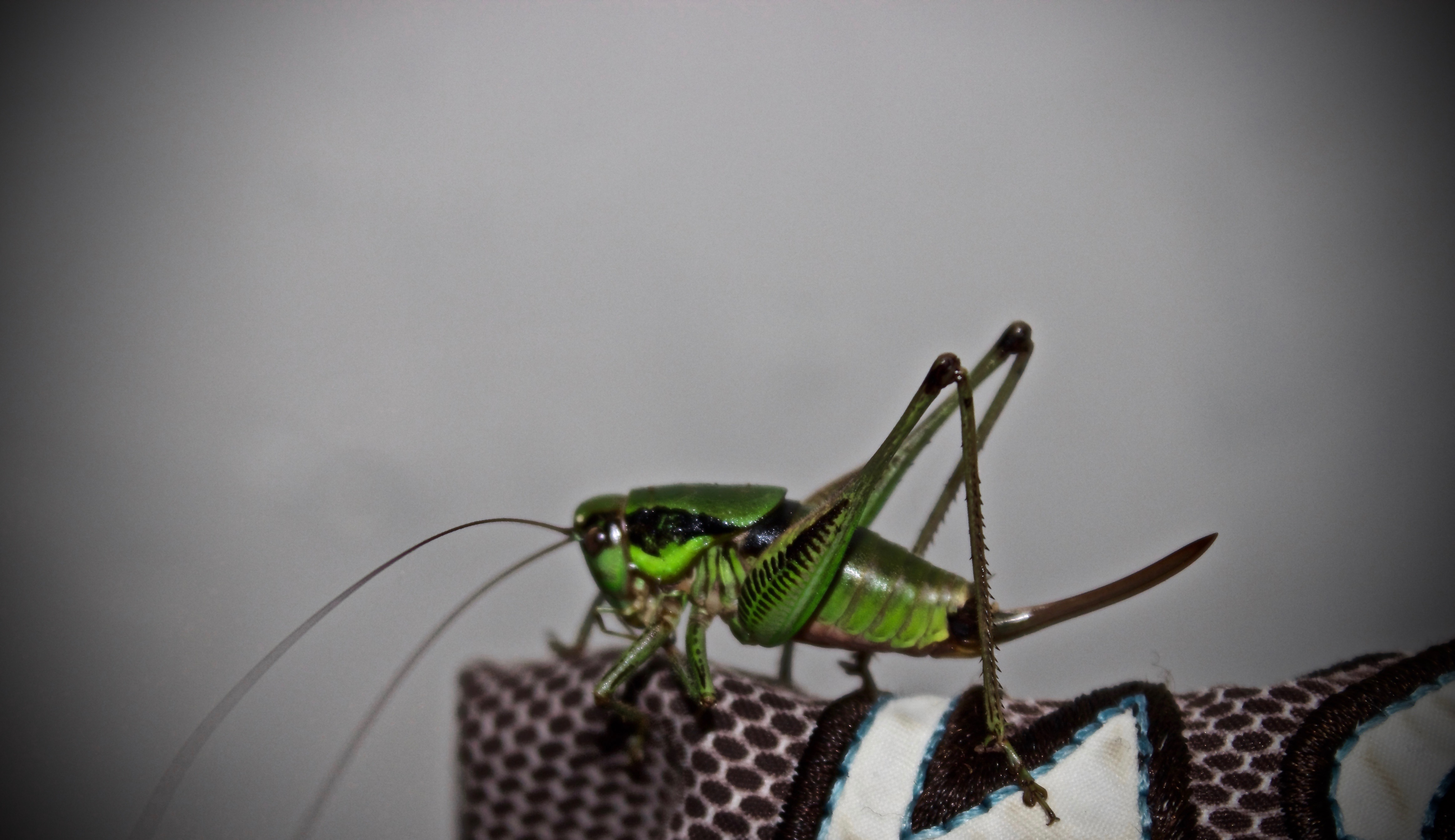
Grüne Strauchschrecke

Die Grüne Strauchschrecke (Eupholidoptera chabrieri) ist eine Langfühlerschrecke aus der Unterfamilie der Tettigoniinae innerhalb der Überfamilie der Laubheuschrecken. Es werden zahlreiche Unterarten unterschieden, bei denen es lange Zeit Uneinigkeiten über die Gültigkeit dieser Taxa gab.

## Merkmale
Die Grüne Strauchschrecke kann durch ihren Körperbau und ihre Färbung leicht von anderen mitteleuropäischen Langfühlerschrecken unterschieden werden, jedoch kommen auf der südlichen Balkanhalbinsel und in Italien teilweise sehr ähnliche Arten aus der Gattung Eupholidoptera vor. Die Art ist auffallend langbeinig, besitzt einen dicken Hinterleib und einen flachen, weit nach hinten verlängerten Halsschild. Dieser verdeckt über die Hälfte der winzigen dunkelbraunen Flügel. Die Unterschenkel aller Beinpaare tragen kleine Dornen, welche auf den vorderen Beinpaaren weiter auseinander stehen. Die Fühler sind länger als der Körper. Die Grundfarbe der Schrecke ist grün bis hellgrün und gelbgrün. Über den Körper ziehen sich verschiedene schwarze Zeichnungen. Von den Fühlerbasen bis auf den Halsschildhinterrand zieht sich ein breites, vor allem auf dem Kopf und dem vorderen Halsschild oft in Flecken aufgelöstes Band, das einen gelbgrünen Halsschildseitenlappenrand begrenzt. Der Bauch ist fleischfarben. Alle Schenkel weisen eine Musterung aus schwarzen Punkten auf, von denen die der Hinterschenkel besonders auffällt. Dort befinden sich dünne Querstreifen, die von einer hellgrünen Schenkelmittellinie unterbrochen werden. Die Gelenkregionen der Beine sind dunkel gefärbt. Die Unterschenkel sind oft grau oder braun vom übrigen Körper abgesetzt. Das letzte Segment des Abdomens ist schwarz gefärbt. Die Facettenaugen sind dunkelbraun. Die Körperfärbung, besonders die Musterung, kann je nach Unterart abweichen. Das Weibchen besitzt einen leicht gebogenen Legebohrer, der etwas kürzer als der Körper ist. Die Grüne Strauchschrecke erreicht eine Körperlänge von 20 bis 30 Millimetern.

## Lebensweise und Verbreitung
Der Gesang der Grünen Strauchschrecke besteht aus kurzen, hochfrequenten Einzellauten, die in einem Abstand von einigen Sekunden meistens in Serien vorgetragen werden.
Sie bewohnt Waldränder, Lichtungen und Gebüsche und ist dort auf Sträuchern zu finden, vorwiegend auf stachligen oder dornigen Pflanzen. Sie ist sehr flink und verbirgt sich bei Gefahr schnell im Dorngebüsch, weswegen sie schwer zu fangen ist. Ihr Verbreitungsgebiet reicht von der Balkanhalbinsel über Italien bis nach Südfrankreich. Sie fehlt sowohl in Österreich als auch in Deutschland, ihre nördlichsten Vorkommen befinden sich in Südtirol und im Kanton Tessin in der Schweiz. Im Juli 2018 wurde in der nördlichen Oberpfalz (Bayern) allerdings ein männliches Exemplar gesichtet. Die Imagines treten von Juli bis September auf.

## Systematik
Die Grüne Strauchschrecke wurde ursprünglich unter dem wissenschaftlichen Namen Locusta chabrieri beschrieben. Die Art wurde von einigen Autoren den Gattungen Pterolepis, Thamnotrizon und Pholidoptera zugeordnet, einige Unterarten wurden als eigene Arten geführt oder als Unterarten zu heute nicht mehr gültigen Arten gestellt, so zum Beispiel E. c. bimucronata zur heute nicht mehr anerkannten Art Pholidoptera schmidti, bzw. Eupholidoptera schmidti (heute Eupholidoptera chabrieri schmidti).
Bislang werden folgende Unterarten unterschieden:
- E. c. chabrieri (Charpentier, 1825)[1] – Schweiz, Kroatien, Bosnien und Herzegowina, Serbien und Montenegro, Mazedonien und Bulgarien
- E. c. bimucronata (Ramme, 1927)[1] – Sizilien und umliegende Inseln
- E. c. brunneri (Targioni-Tozzetti, 1881)[2] – Italien und umliegende Inseln im Tyrrhenischen Meer
- E. c. galvagnii (Adamovic, 1972) – Kroatien, Bosnien und Herzegowina, Serbien und Montenegro und Mazedonien
- E. c. garganica (La Greca, 1959) – Italien und umliegende Inseln im Tyrrhenischen Meer
- E. c. schmidti (Fieber, 1861)[1] – Süd- und Südosteuropa und Inseln im Mittelmeer
- E. c. usi (Adamovic, 1972) – Kroatien, Bosnien und Herzegowina, Serbien und Montenegro und Mazedonien
- E. c. magnifica (Costa, 1863)[1] – Italien und umliegende Inseln im Tyrrhenischen Meer
- E. c. kaltenbachi (Adamovic, 1972)[3]

Synonyme der Unterart E. c. brunneri sind beybienkoi, marani und malachiticus. Synonyme der Unterart E. c. schmidti sind kaltenbachi und magnifica.
Ciplak et al. (2009) beschreiben als "E. chabrieri group" außerdem eine taxonomisch informelle Speziesgruppe die 20 morphologisch ähnliche Arten zusammenfasst:
- Eupholidoptera peneri (Kaltenbach, 1969)
- Eupholidoperta pallipes (Willemse & Krusemann, 1976)
- Eupholidoptera gemellata (Willemse & Krusemann, 1976)
- Eupholidoptera annulipes (von Wattenwyl, 1882)
- Eupholidoptera marashensis (Salman, 1983)
- Eupholidoptera akdeniz (Ünal & Naskrecki, 2002)
- Eupholidoptera uvarovi (Karabağ, 1952)
- Eupholidoptera palaestinensis (Ramme, 1939)
- Eupholidoptera lyra (Uvarov, 1942)
- Eupholidoptera lederi (Fieber, 1861)
- Eupholidoptera helina (Ciplak, sp. n.)
- Eupholidoptera cypria (Ramme, 1951)
- Eupholidoptera werneri (Ramme, 1951)
- Eupholidoptera smyrnensis (van Wattenwyl, 1882)
- Eupholidoptera chabrieri (Charpentier, 1825) s. str.
- Eupholidoptera megastyla (Ramme, 1939)
- Eupholidoptera leucasi (Willemse, 1980)
- Eupholidoptera hesperica (La Greca, 1959)
- Eupholidoptera epirotica (Ramme, 1927)
- Eupholidoptera cephalonica (Willemse & Willemse, 2004)